# Gneo Ottavio (console 165 a.C.)
Gneo Ottavio (latino: Gnaeus Octavius) (... – Laodicea, 162 a.C.) è stato un politico romano.

## Biografia
Nell'inverno del 170 a.C. fu inviato con Gaio Popilio Lenate dal Senato come ambasciatore in Grecia; al suo ritorno nel 169 a.C. fu eletto tra i decemviri sacrorum. Nel 168 a.C. fu pretore e gli fu affidato il comando della flotta durante la guerra contro Perseo, re della Macedonia. Dopo la vittoria romana di Pidna del console Lucio Emilio Paolo Macedonico, Gneo Ottavio si portò con la flotta presso l'isola di Samotracia, dove il re macedone aveva cercato rifugio. Perseo si arrese ad Ottavio, che lo portò ad Anfipoli presso il console. L'anno seguente Ottavio riportò la flotta a Roma con il bottino conquistato durante la guerra; il 1º dicembre di quello stesso anno gli fu tributato il trionfo navale.
Fu assassinato nel 162 a.C. nel ginnasio di Laodicea in Siria da un certo Leptine, forse su istigazione di Lisia, il tutore del giovane re seleucide.